# 96 km (obwód nowogrodzki)
96 km (ros. 96 км) – przystanek kolejowy w pobliżu miejscowości Tuszyno, w rejonie czudowskim, w obwodzie nowogrodzkim, w Rosji. Położony jest na linii Wołchow – Czudowo.